# Олександр Свистельницький
Олександр Свистельницький гербу Сас (друга пол. XVII ст., Річ Посполита — до 1705) — управитель перегинських маєтків львівської єпископської кафедри, підгородський державець, меценат.

## Життєпис
Походив з давнього заможного галицького шляхетського роду Свистельницьких гербу Сас. За припущеннями українського дослідника Ігоря Скочиляса міг бути сином майбутнього єпископа львівського, галицького та кам'янецького Єремії (Свистельницького), оскільки останній до постриження у монахи був двічі одруженим.
Був одруженим з Катериною з Великих Шумлян, яка походила з відомого шляхетського роду Шумлянських гербу Корчак. Разом подружжя було відоме своїм церковним меценатством. Зокрема в 1689 р. вони оновили монастир Воздвиження Чесного Хреста, який розташовувався в с. Сокіл (колишнього Станиславівського повіту). А в 1699 р. в родових Свистельниках вони звели дерев'яну церкву Воскресіння Христового.

## Портрет
Не дивлячись на те, що натрунні портрети були досить поширені на землях Речі Посполитої та Війська Запорозького, лише нечисленна кількість з них збереглася до нашого часу. Серед них на українських землях поза межами Львова колекція зі свистельницької церкви Воскресіння Христового є однією з найбільших..
Відомо, що над іконостасом до цієї церкви працював Йов Кондзелевич, тому українські мистецтвознавці Володимир Александрович та Оксана Жеплинська вважають можливим вважати його мистецьку артіль також авторами цього труменного портрету.
Близько 1870-х рр. був віднайдений в підземеллях церкви під час проведення там ремонтних робіт. В 1912 р. тодішній парох церкви о. Гавриїл Боднар передав його Національному музею у Львові на тимчасове збереження на 25 років, проте через знищення даної церкви в роки Першої світової війни він так і залишився в його фондах.